# Good Morning Gorgeous (canção de Mary J. Blige)
"Good Morning Gorgeous" é uma canção da cantora e compositora americana Mary J. Blige. Foi lançada simultaneamente com Amazing em 3 de Dezembro de 2021, como single de seu 14º álbum de estúdio de mesmo nome.  Uma versão remix com participação de H.E.R. foi lançada em 25 de Março de 2022.

## Composição
"Good Morning Gorgeous" fala sobre reflexão, autoaceitação e amor próprio. "Eu acordo todas as manhãs e digo a mim mesma, Bom dia Maravilhosa, algumas vezes você tem que se olhar no espelho e dizer Bom dia Maravilhosa. Ninguém mais pode me fazer sentir assim. Todas as vezes que me odiei, todas as vezes que quis ser outra pessoa, todas as vezes que deveria ter sido gentil comigo. Todas as vezes que deveria ter tido cuidado comigo, por que eu me odiava tão intensamente?" canta Blige.
Foi composta por Blige, D'Mile, H.E.R., Lucky Daye, Tiara Thomas e produzida por D'Mile e H.E.R. que também contribuiu com 
 guitarra e vocais de fundo.

## Videoclipe
Seu videoclipe foi lançado juntamente com o single em sua página oficial do Youtube/Vevo e foi produzido pela ERG 
Designs x Fatking Films e dirigido por  Eif Rivera.

## Recepção da Crítica
Jon Pareles do The New York Times disse que "Mary J. Blige mais uma vez luta, supera as dúvidas e canta em um sussurro corajoso ao longo de uma faixa soul de ritmo lento e estilo vintage, estimulada por um arranjo de cordas temperamental." AD Amorosi da Variety chamou de "teste mais devastador de todos, como um zumbido ambiente de vento quente, onde o blues e o gospel atuam como areia e lodo e que para isso, Blige afetada pelo eco mergulha profundamente nos prós e contras dos certos e errados do seu eu, antes de chegar com a afirmação diária diante de um espelho com um apelo impactante por respeito".

## Faixas e formatos
| Download Digital/Streaming |                         |         |  |
| N.º                        | Título                  | Duração |  |
| 1.                         | "Good Morning Gorgeous" | 2:54    |  |

| Download Digital/Streaming - Remix |                                                      |         |  |
| N.º                                | Título                                               | Duração |  |
| 1.                                 | "Good Morning Gorgeous" (com participação de H.E.R.) | 2:54    |  |

## Desempenho nas tabelas musicais
Good Morning Gorgeous estreou em número 83 na Billboard Hot 100, fazendo sua 42ª entrada na principal parada musical dos Estados Unidos, sua última entrada na parada havia sido em 2011 com "Mr. Wrong" que atingiu a posição 87. Nas rádios Urban AC, Good Morning Gorgeous se tornou a música mais executada  e alcançou o topo da parada Adult R&B Airplay, totalizando sua 7ª música em #1.

### Posições
| Tabela musical (2022)                            | Melhor posição |
| ------------------------------------------------ | -------------- |
| Estados Unidos (Billboard Hot 100)               | 83             |
| Estados Unidos (Hot R&B/Hip-Hop Songs)           | 49             |
| Estados Unidos (Adult R&B Airplay)               | 1              |
| Estados Unidos (Hot R&B Songs)                   | 11             |
| Estados Unidos (R&B Digital Songs Sales)         | 3              |
| Estados Unidos (R&B/Hip-Hop Airplay)             | 6              |
| Estados Unidos (R&B/Hip-Hop Digital Songs Sales) | 7              |

## Histórico de lançamento
| País           | Data                  | Versão          | Formato                     | Gravadora                                |
| -------------- | --------------------- | --------------- | --------------------------- | ---------------------------------------- |
| Vários         | 3 de Dezembro de 2021 | Versão do álbum | Download digital, streaming | Mary Jane Productions                    |
| Estados Unidos | 5 de Dezembro de 2021 | Versão do álbum | Radio urban AC, Rádio urban | Mary Jane Productions                    |
| Vários         | 25 de Março de 2022   | Remix           | Download digital, streaming | Mary Jane Productions, 300 Entertainment |